# Suchov
Suchov (in tedesco Suchow) è un comune della Repubblica Ceca del distretto di Hodonín, in Moravia Meridionale.